# Krupen, Dobrici
Krupen (în bulgară Крупен, în română Irigea) este un sat în comuna Kavarna, regiunea Dobrici, Dobrogea de Sud, Bulgaria. 
Între anii 1913-1940 a făcut parte din plasa Balcic a județului Caliacra, România. Majoritatea locuitorilor erau români.

## Demografie
Componența etnică a satului Krupen
     Bulgari (78,57%)
     Romi (21,42%)
     Nicio identificare (0%)
     Altele (0%)
La recensământul din 2011, populația satului Krupen era de 42 locuitori. Din punct de vedere etnic, majoritatea locuitorilor (78,57%) erau bulgari, cu o minoritate de romi (21,42%). Pentru 0% din locuitori nu este cunoscută apartenența etnică.